# Helianthus neglectus
Helianthus neglectus — вид квіткових рослин з родини айстрових (Asteraceae).

## Біоморфологічна характеристика
Це однорічник 80–200 см. Стебла прямовисні (облиствені), від ворсистих до майже голих. Листки стеблові; переважно чергуються; листкові ніжки 7–12 см; листкові пластинки дельтасто-яйцеподібні, 7–14 × 7.5–12.3 см, абаксіально (низ) щетинисті; краї від майже цілих до зубчастих. Квіткових голів 1–5. Променеві квітки 21–31; пластинки 29–39 мм. Дискові квітки 150+; віночки 6–6.5 мм, частки червонуваті; пиляки темні. Ципсели 4–5 мм, від дещо ворсинчастих до майе голих. 2n = 34. Цвітіння: літо — осінь.

## Умови зростання
США (Нью-Мехіко, Техас). Населяє піщані ґрунти, піщані дюни; 800–1100 метрів.

## Значущість
Цей вид належить до вторинного генофонду культивованого соняшнику H. annuus. Він також належить до четвертої групи таксонів H. tuberosus. Крім того, рід Helianthus приваблює велику кількість місцевих бджіл.